# Tuulikki Schreck
Maija Tuulikki Schreck, senare i äktenskapet Tapola, född 29 maj 1929, död 3 september 2020 i Helsingfors, var en finländsk före detta barnskådespelare. 
Tuulikki Schreck var dotter till Suomi-Filmichefen Matti Schreck och sångerskan Aino Tellervo Schreck, född Huttunen. Efter skådespelarkarriären studerade Schreck ekonomi och gifte sig med rektorn Tuomas Tapola, son till infanterigeneralen Kustaa Tapola. Hon var mor till författarna Päivi och Katri Tapola.

## Filmografi[1]
- Kvinnorna på Niskavuori, 1938
- Mannen från Sysmä, 1938
- En rik flicka, 1939
- Arvtagaren till Tottisalmi, 1940